# Ammobates mavromoustakisi
Ammobates mavromoustakisi là một loài Hymenoptera trong họ Apidae. Loài này được Popov mô tả khoa học năm 1944.